# Unipartidismo

Estados soberanos con solo un partido político.

El partido único es un sistema de partidos políticos en el que existe un único partido político legal que pueda presentarse a los procesos electorales, o bien a aquel en el que, aun existiendo legalmente varios partidos políticos, las normas jurídicas establecen, o de facto se produce, el acaparamiento de la mayor parte del poder político por un único partido. Si bien los sistemas unipartidistas de facto se reivindican democráticos, no cumplen algunos de sus principios como el pluralismo político
 o por no existir en ellos poliarquía.
El politólogo italiano Giovanni Sartori ha señalado que los sistemas de partido único son propios de los regímenes políticos no democráticos y según su grado de represión se pueden clasificar en «sistemas unipartidistas totalitarios» (el partido único impone a la sociedad, tanto a nivel público como privado, su proyecto político), «sistemas unipartidistas autoritarios» (el partido único controla la sociedad, aunque sin un afán de penetración en los ámbitos privados) y «sistemas unipartidistas pragmáticos» (el partido único está poco ideologizado y permite cierta autonomía a otros grupos políticos pero con un grado limitado de disidencia y siempre bajo su control).
Por otro lado, Sartori denomina a los sistemas unipartidistas de facto sistemas de partido hegemónico. En ellos se permite la existencia de varios partidos, pero solo uno es el que ejerce el poder, impidiendo que el resto puedan acceder a él. El resto de fuerzas políticas funcionan como partidos «satélites» que cumplen la función de legitimar el sistema dando una imagen (falsa) de pluralismo político (pudiendo obtener representación parlamentaria, pero sin ningún tipo de influencia ni de control sobre la acción del gobierno). Si el partido hegemónico (no confundir con el partido dominante, advierte Saortori) no consigue cooptar a los partidos con mayor potencial electoral, los reprime, manipula el sistema electoral (gerrymandering) o recurre al fraude electoral.
El unipartidismo ha sido el sistema de muchos países independizados tras ser una colonia administrativa, ya sea por la supremacía de un partido o porque solo hubiera uno legal.
Los sistemas unipartidistas son, y han sido, en el mundo bastante heterogéneos, pudiendo encontrar fundamentalmente partidos únicos comunistas, fascistas y nacionalistas.

## Tipos

### Unipartidismo marxista-leninista
En un Estado nominalmente socialista, de acuerdo con la experiencia histórica del socialismo en un solo país, propio de las doctrinas políticas del estalinismo, así como de otros modelos o movimientos políticos afines, el único partido que en la práctica puede ostentar el poder de facto es el Partido Comunista del país, tratándose, por tanto, de sistemas unipartidistas. Actualmente, cinco son los estados que se rigen por este modelo: China, Corea del Norte, Cuba, Laos y Vietnam. En cuanto a estados socialistas históricos, según este modelo, destaca por encima de todos la URSS. El Partido Comunista puede ser el único legal o no. Así, en China, existen otros ocho partidos políticos permitidos, aunque deben aceptar la autoridad del Partido Comunista de China.
En estos países, existen asambleas elegidas mediante sufragio universal y por regla general sus miembros no tienen por qué ser del partido gobernante. En cada país varían las competencias que tiene la asamblea. Como ejemplos, señalar la Asamblea Popular Nacional de la República Popular China, la Asamblea Nacional del Poder Popular cubana o el Sóviet Supremo de la extinta Unión Soviética. Estas asambleas eligen, en la mayoría de los casos, al presidente y otros órganos ejecutivos. Además, en algunos de estos países los ciudadanos pueden elegir directamente a los líderes locales o participar libremente en asambleas populares locales.
Por último, señalar que en ocasiones el partido único en un sistema socialista puede ser una unión de varios partidos. Así ocurre, por ejemplo, en Corea del Norte donde hasta 2024 existió el Frente Democrático para la Reunificación de la Patria o en la extinta República Democrática Alemana con el Frente Nacional de Alemania Democrática.
La teoría marxista justifica el unipartidismo de la siguiente forma: los partidos políticos son representantes de los intereses, la mayoría de los cuales, en un sistema liberal, responden al poder económico y forman parte del sistema (la superestructura) donde gane quien gane no existirán modificaciones sustanciales. Abolidas las diferencias de clases no hay lugar para la pugna de intereses económicos propia del pluripartidismo. Sin embargo, se hace necesaria una organización que sea capaz de formular políticas de Estado y manejar sus riendas para asegurar el desarrollo del socialismo. Esta organización es el Partido único por ser única la clase social existente y único el interés común de progreso.

### Unipartidismo por predominio
Como se señala al principio del artículo, un sistema unipartidista es en el que existe un único partido legal, pero también aquel en que pese a existir más partidos, uno ejerce un predominio casi absoluto sobre la vida del país, marginando al resto. Ejemplos de esto puede verse en casos como lo fue el Partido Revolucionario Institucional en México, durante la mayor parte del siglo XX, y actualmente el Partido Colorado en Paraguay, el Partido Socialista Unido de la República Bolivariana de Venezuela, el Partido Liberal Democrático en Japón y Rusia Unida en la Federación de Rusia.
Sin embargo, como ha advertido Giovanni Sartori, no hay que confundir los conceptos de partido hegemónico y de partido dominante:
- Unipartidismo hegemónico: Solo un partido se impone largamente sobre el resto debido a nivel organizativo, capacidad económica, inserción social, utilización del aparato estatal, u otros motivos.
- Unipartidismo predominante: Se trata de un sistema de partidos en el que un partido tiene una influencia superior a la de otros partidos, pero a diferencia del unipartidismo hegemónico, en el unipartidismo predominante los partidos dominantes comparten el poder, pueden perder elecciones o necesitan de otras fuerzas para lograr coaliciones de gobierno en los Parlamentos.

### Unipartidismo fascista
En la década de los años 30 surgió en Alemania un nuevo tipo de unipartidismo, dominado por el partido Nazi.
Luego de llegar al poder, Hitler logró que los centristas católicos y los nacionalistas lo apoyaran en la aprobación de la ley habilitante de 1933. Los nazis jamás lograron alcanzar la mayoría absoluta en el Reichstag, por lo que este apoyo era necesario. Una vez aprobada la ley, los nazis la utilizaron para hostigar a los otros partidos políticos, incluyendo a los centristas y nacionalistas. El Partido Comunista ya había sido neutralizado mediante el Decreto del Incendio del Reichstag y el Partido Socialdemócrata de Alemania fue disuelto el 22 de junio de 1933, luego de haber denunciado a compañeros suyos, críticos de Hitler, en un intento infructuoso de apaciguar a los nazis.
A inicios de julio de 1933, el Partido Popular Bávaro, el Partido Democrático Alemán, el Partido de Centro, el Partido Popular Alemán y el DNVP ya se habían disuelto voluntariamente, cediendo ante las presiones nazis. El 14 de julio todos los partidos, excepto el Nazi, fueron proscritos. Para esta fecha, todos los partidos importantes ya habían sido disueltos. 
Desde entonces no se volvieron a celebrar elecciones, salvo algún referéndum, y poco a poco se fueron eliminando las garantías democráticas. El unipartidismo nazi pretendía la integración absoluta de los ciudadanos con el régimen, de modo que no tendrían sentido grupos opositores.

### Otros tipos de unipartidismo
En la actualidad, solo existe un país que tiene un sistema de partido único puro sin ser un estado socialista: Eritrea con el Frente Popular por la Democracia y la Justicia. Este es un ejemplo de unipartidismo nacionalista. Eritrea, se independizó de Etiopía en 1993 y aunque se anunció que el país se convertiría en multipartidista, no se han visto aún cambios significativos. En el pasado, sobre todo tras la independencia de las antiguas colonias, se crearon muchos sistemas unipartidistas, que a partir de la década de 1990, se convirtieron en multipartidistas.
Hacia mediados del siglo XX se crearon varios sistemas unipartidistas de carácter abiertamente fascista. El primer caso se dio en Italia con el Partido Nacional Fascista. Generalmente el fascismo se valió de sistemas multipartidistas para llegar al poder. Al igual que con el nazismo, los regímenes fascistas no solían respetar las garantías democráticas, degenerando rápidamente en dictaduras. En España, tras la Guerra Civil, se creó un sistema de partido único no democrático con la Falange española tradicionalista y de las JONS, que estaba totalmente supeditada a Franco.
Otro tipo de unipartidismo es aquel donde se mezclan el nacionalismo y el socialismo. El más representativo fue el socialismo árabe cuyo máximo exponente es el Partido Baaz Árabe Socialista. Hasta el año 2003 en Irak existía solo podía operar dicho partido. En el año 2012, tras adoptar una nueva constitución aprobada por referéndum con el 89% de los votos, Siria se convirtió al multipartidismo; anteriormente el partido Baaz formando parte de un frente único, denominado Frente Nacional Progresista, era el único partido legal en el país. La oposición se ha organizado principalmente en el Frente Popular para el Cambio y la Liberación.
Otro tipo de unipartidismo nacionalista fue el del Partido Democrático de Turkmenistán. Hasta la creación del Partido de Industriales y Empresarios en el año 2013, el PDT era el único partido que se podía presentar a las elecciones, pero en teoría la Constitución establece que el presidente de Turkmenistán debe ser elegido democráticamente.

## Críticas al unipartidismo
Algunos sistemas de partido único pueden degenerar hacia posiciones dictatoriales o antidemocráticas, donde los derechos de los ciudadanos no son respetados y se persigue a los opositores al régimen. Esto puede suceder por la falta de una oposición clara o porque el partido único vaya adoptando progresivamente un carácter más autoritario.
Otra crítica al unipartidismo es que puede dar lugar a un culto a la personalidad del líder, ya que, en algunos estados que se rigen por este sistema, se suelen elegir presidentes vitalicios. Ocurría así, por ejemplo, en Turkmenistán con Saparmyrat Nyýazow.

## Estados unipartidistas en la actualidad
La siguiente es una lista de países y un estado con reconocimiento limitado que oficialmente tienen un único partido político, excluyendo a aquellos que, por predominio de uno, también podrían considerarse unipartidistas.
| Estado                               | Líder del partido   | Partido                                                      | Fecha de creación       | Sistema adoptado desde | Ideología             | Notas |
| ------------------------------------ | ------------------- | ------------------------------------------------------------ | ----------------------- | ---------------------- | --------------------- | --- |
| China                                | Xi Jinping          | Partido Comunista de China                                   | 1 de octubre de 1949    | 1949                   | Socialismo de mercado | Ocho partidos menores tienen estatus legal como parte del sistema de "frente unido", pero su liderazgo está determinado por el Departamento de Trabajo del Frente Unido del Partido Comunista Chino. |
| Corea del Norte                      | Kim Jong-un         | Partido del Trabajo de Corea                                 | 9 de septiembre de 1948 | 1948                   | Socialismo Juche      | Dos partidos menores están legalmente reconocidos, pero están bajo el control del Partido de los Trabajadores de Corea.                                                                              |
| Cuba                                 | Miguel Díaz-Canel   | Partido Comunista de Cuba                                    | 3 de octubre de 1965    | 1959                   | Socialismo            | |
| Eritrea                              | Isaias Afwerki      | Frente Popular por la Democracia y la Justicia               | 16 de febrero de 1994   | 1994                   | Nacionalismo          | |
| Laos                                 | Thongloun Sisoulith | Partido Popular Revolucionario de Laos                       | 2 de diciembre de 1975  | 1975                   | Socialismo de mercado | |
| República Árabe Saharaui Democrática | Brahim Gali         | Frente Popular de Liberación de Saguía el Hamra y Río de Oro | 27 de febrero de 1976   | 1975                   | Nacionalismo          | Estado con reconocimiento limitado. |
| Vietnam                              | Tô Lâm              | Partido Comunista de Vietnam                                 | 2 de septiembre de 1945 | 1976                   | Socialismo de mercado | Dos partidos menores, el Partido Democrático de Vietnam y el Partido Socialista de Vietnam, tuvieron estatus legal dentro del Frente de la Patria de Vietnam hasta 1988.                             |

## Estados unipartidistasde facto
Un sistema unipartidista de facto es aquel que, aunque no vincula oficialmente a un único partido político con el poder gubernamental, utiliza algún medio de manipulación política para garantizar que sólo un partido permanezca en el poder (Giovanni Sartori lo denomina partido hegemónico). Se ha afirmado que muchos países son Estados unipartidistas de facto, con diferentes niveles de acuerdo entre los estudiosos, aunque la mayoría coincide en que el continente africano está marcado por este sistema político. A continuación se ofrecen algunos ejemplos de gobiernos que, según se afirma, tienen un gobierno de partido único debido a la manipulación política.
| País                | Partido                                    | Fecha de creación       | Información |
| ------------------- | ------------------------------------------ | ----------------------- | --- |
| Angola              | Movimiento Popular de Liberación de Angola | 11 de noviembre de 1975 | El MPLA ha gobernado Angola desde su declaración de independencia de Portugal, comenzando como un Estado unipartidista de iure e iniciando un sistema multipartidista en 1991. |
| Azerbaiyán          | Nuevo Azerbaiyán                           | 18 de diciembre de 1992 | Aunque Azerbaiyán es oficialmente una democracia constitucional y los partidos de oposición siguen activos en el país, el Nuevo Partido Azerbaiyán y la familia gobernante Aliyev han mantenido el poder ininterrumpidamente desde 1993. Fundada por Heydar Alíyev, exjefe de Estado de la República Socialista Soviética de Azerbaiyán, su hijo Ilham Alíyev ha ocupado el cargo presidencial desde 2003. Alíyev enmendó la Constitución para eliminar los límites de mandato en 2009, y mientras se celebran elecciones presidenciales, Alíyev recibe sistemáticamente más del 80% de los votos. Desde el punto de vista legislativo, la Asamblea Nacional tiene poderes nominales en virtud de la Constitución de Azerbaiyán, pero en la práctica el poder está muy concentrado en el partido gobernante. Entre 1993 y 2010, a los principales partidos de la oposición se les permitió cierta representación en la Asamblea en cada elección. Sin embargo, desde 2010, ningún partido de oposición ha ocupado escaños en la Asamblea. Hay partidos de oposición nominales e independientes, pero apoyan al régimen de Alíyev. |
| Camboya             | Partido Popular de Camboya                 | 28 de junio de 1951     | Si bien Camboya es constitucionalmente un estado multipartidista el Partido Popular de Camboya domina su sistema político, y el partido disolvió su principal partido de oposición en 2017, convirtiendo a Camboya en un estado de partido único de facto. |
| El Salvador         | Nuevas Ideas                               | 25 de octubre de 2017   | Con la llegada de Nayib Bukele a la presidencia de El Salvador, la política salvadoreña empezó a cambiar después de pasar la era del bipartidismo dominados por la derecha con ARENA y la izquierda con el FMLN tras los Acuerdos de Paz firmados el 16 de enero de 1992 en la Ciudad de México, En las elecciones en 2024, termina ganando 54 de 60 diputados venciendo a la oposición, dando paso al sistema de partido único en El Salvador. |
| Guinea Ecuatorial   | Partido Democrático de Guinea Ecuatorial   | 11 de octubre de 1987   | A pesar de no existir ninguna relación constitucional entre el gobierno y el PDGE, existe un vínculo entre la Constitución de 1982 y Teodoro Obiang, líder del PDGE, que dirige Guinea Ecuatorial desde 1979 y ha ganado todas las elecciones con al menos un 92% de aprobación, con todos los partidos de la "oposición" apoyando firmemente a Obiang, y sin tener nunca más del 32% de los escaños en ninguna cámara. |
| Nicaragua           | Frente Sandinista de Liberación Nacional   | 23 de julio de 1961     | Aunque Nicaragua practica elecciones multipartidistas desde 1990, el país se ha convertido de facto en un estado de partido único con el Frente Sandinista de Liberación Nacional como único partido dominante y se consolidó después de las elecciones generales nicaragüenses de 2021. |
| República del Congo | Partido Congoleño del Trabajo              | 31 de diciembre de 1968 | La República Popular del Congo fue un Estado unipartidista hasta la instauración del pluripartidismo en 1990 y la posterior pérdida del PCT, que desembocó en la guerra civil de 1997, a partir de la cual el PCT ha sido el único partido gobernante desde entonces. |
| Rusia               | Rusia Unida                                | 1 de diciembre de 2001  | Tras la formación de la Federación Rusa, el Partido Comunista de la Federación Rusa se convirtió rápidamente en el partido dominante en la Duma Estatal y el Consejo de la Federación. El partido perdió lentamente su poder a lo largo de la década de 1990 con el creciente poder de poderes conservadores más pequeños, convirtiéndose en el partido del poder ruso, asociándose directamente con el concepto de gobierno a través de los oligarcas rusos. Rusia Unida, liderado por el expresidente Dmitri Medvédev, no está afiliado directamente a Vladímir Putin (que actúa como independiente), pero le apoya directamente a través del Frente Popular Panruso, ostentando una buena mayoría en la Duma Estatal y el Consejo de la Federación desde 2003. |
| Ruanda              | Frente Patriótico Ruandés                  | En el poder desde 1994  | Aunque Ruanda es nominalmente democrática, las elecciones se manipulan de diversas formas, que incluyen la prohibición de los partidos de la oposición, la detención o el asesinato de los críticos y el fraude electoral. |
| Singapur            | Partido de Acción Popular                  | 30 de mayo de 1959      | El PAP es actualmente el partido gobernante más longevo del mundo. Aunque no tiene mucha polémica electoral, el PAP está esencialmente vinculado a la gobernanza en Singapur. |
| Venezuela           | Partido Socialista Unido de Venezuela      | 14 de marzo de 2008     | Desde 2014, el país atraviesa un período de crisis de legitimidad y excepcionalidad debido a la orden de cierre de la Asamblea Nacional y la convocatoria de una Asamblea Constituyente por parte de Nicolás Maduro el 1 de mayo de 2017, compuesta en su mayoría por políticos del PSUV. Desde entonces, se han aprobado diferentes leyes para restringir la participación política, incluyendo la persecución informal y la inhabilitación de ciertos políticos (incluyendo denuncias de fraude electoral), concluyendo en 2024, momento en el que, debido a las nuevas leyes, la mayoría de los políticos de oposición han sido inhabilitados y sus organizaciones prohibidas, quedando solo una oposición controlada. |